# Ralph Richardson
Sir Ralph David Richardson (født 19. december 1902, død 10. oktober 1983) var en engelsk skuespiller, der sammen med hans samtids kollegere John Gielgud og Laurence Olivier dominerede det britiske teater i midten af det 20. århundrede.